# Sjevernoandski jezici
Sjevernoandski jezici, jedna od grana andskih jezika u koju Joseph A. Greenberg (1987) klasificira porodice cholona (s hivito i cholona), sechura, culli, catacao (s jezicima catacao i colan), i Leco.